# Saint-Pierre-la-Bourlhonne
 Saint-Pierre-la-Bourlhonne  là một xã ở tỉnh Puy-de-Dôme trong vùng Auvergne-Rhône-Alpes, Pháp. Xã này có diện tích 11,89 kilômét vuông, dân số năm 2006 là 154 người. Khu vực này có độ cao trung bình 980 mét trên mực nước biển.